# Китаадати
Китаадати (яп. 北足立郡 Китаадати-гун) уезд расположен в префектуре Сайтама, Япония.

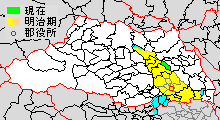
Расположение уезда Китаадати в префектуре Сайтама.

По оценкам на 1 апреля 2017 года, население составляет 44 626 человек, площадь — 14,79 км², плотность населения — 3,020 человек/км².

## Посёлки и сёла
- Ина

### Слияние
1 октября 2005 года город Фукиаге объединился с городом Коносу.